# ممدوح بن عبد العزيز آل سعود
الأمير ممدوح بن عبد العزيز آل سعود (1939 - 2023 م)، هو الابن التاسع والعشرون من أبناء الملك عبد العزيز من الأميرة نوف بنت نواف بن النوري الشعلان. الأميرة نوف هي حفيدة الأمير سطام بن فندي الفايز والشيخ مثقال باشا خالها.

## منصبه واهتماماته
في عام 1406 هـ الموافق لعام 1986 عُيِّن أميرًا على منطقة تبوك وذلك إلى عام 1407 هـ، وبعدها عُيِّن رئيسًا «لمركز الدراسات الإستراتيجية» التي بقي يتولّى رئاسته حتى طلب إعفائه. حصل على شهادة ماجستير في التاريخ من جامعة الملك عبد العزيز بجدة عام 1983 ثم شهادة الدكتواره من جامعة الإسكندرية في الدراسات الدولية.
سمته صحيفة العرب زاهد آل سعود، وعرف عنه اهتمامه بالأمور الدينية، فهو الرئيس الفخري لمعهد الدراسات القرآنية للبنات بمكة المكرمة. واشتهر ممدوح بدفاعه عن هيئة الأمر بالمعروف والنهي عن المنكر، وعن الدعوة السلفية، ونقده لحركة الإخوان، وسيطرتهم على الإعلام وقيادتهم لما يسمى بالربيع العربي.
له كتابات عدة تتناول العديد من المواضيع، ويهاجم ويناصح فيها عددا من الشيوخ والكتَّاب في السعودية وخارجها. فقد هاجم الأميرُ الكاتبَ مشعل السديري واتهمه بتطاوله على الله ورسُله ووصفه بأنه «إحدى ظلمات هذه البلاد المؤمنة الآمنة» إثر نشر السديري لمقالة يدافع فيها عن الاستماع إلى الموسيقى. وكتب مقالة في جريدة الحياة وصف فيها عددًا من مشايخ الصحوة بالخوارج، وخصَّ بالذكر سلمان العودة ومحمد العريفي وناصر العمر وعوض القرني، وغيرهم، لقربهم من جماعة الإخوان المسلمين. وإثر الأزمة الدبلوماسية مع قطر تهجم الأمير في مقالة على سلمان العودة ومحمد العريفي، وختمها باستفسار عن صمتهم تجاه من يتآمر على الدين والدولة وعمَّا يحدث ضدها من دول مثل إيران وقطر. واتهم أئمة المسجد الحرام مثل سعود الشريم وعبد الرحمن السديس وغيرهم بأنهم ينتمون لجماعة الإخوان، وحذر من معتقداتهم الفاسدة حسب وصفه.

## أسرته
تزوج الأميرة فايزة بنت نايف بن نوَّاف بن النوري الشعلان (متوفاة 3 فبراير 2016) ووُلد لهما:
- الأمير نوَّاف بن ممدوح بن عبد العزيز آل سعود (متوفى).
- الأمير مقرن بن ممدوح بن عبد العزيز آل سعود، متزوِّج الأميرة الجوهرة بنت فهد بن محمد بن تركي آل سعود، وله منها نوف وعبد العزيز.
- الأمير طلال بن ممدوح بن عبد العزيز آل سعود.
- الأمير نايف بن ممدوح بن عبد العزيز آل سعود
- الأمير سلطان بن ممدوح بن عبد العزيز آل سعود، متزوِّج ابنة الأمير فهد بن ناصر بن عبد العزيز.[14]
- الأمير عبد العزيز بن ممدوح بن عبد العزيز آل سعود، متزوِّج الأميرة مضاوي الداغر، وله منها نورة وممدوح ومحمد.

## وفاته
توفي الأمير ممدوح بن عبد العزيز آل سعود في مدينة جدة صباح يوم الجمعة 17 جمادى الأولى 1445هـ الموافق 1 ديسمبر 2023م عن عمر ناهز الرابعة والثمانين، وصلي عليه في نفس اليوم بعد صلاة العصر من يوم الجمعة وذلك بالمسجد الحرام في مكة المكرمة وتقدم المصلين عليه الأمير محمد بن سلمان بن عبد العزيز آل سعود وعدد آخر من الأمراء والمسؤولين من مدنيين وعسكريين.

## وصلات خارجية
- مقالات الأمير ممدوح بن عبد العزيز من شبكة الرد الإلكترونية
- مكتب الأمير ممدوح بن عبد العزيز يخص “صدى” بـ بيان للرد على الهاشتاقات التي هاجمت سموه من أتباع العودة وغيره - صحيفة صدى الإلكترونية

| سبقه ثامر                     | ترتيب أبناء الملك عبد العزيز     | تبعه عبد الإله                  |
| سبقه عبد المجيد بن عبد العزيز | أمير منطقة تبوك 1406 هـ - 1407هـ | تبعه فهد بن سلطان بن عبد العزيز |